# 沙夫豪森州
沙夫豪森州 （德語：Kanton Schaffhausen），位於瑞士最北部，在萊茵河的北岸。该州属于瑞士德語区，首府為沙夫豪森市。

## 地理
沙夫豪森州是瑞士最北端的州。除了莱茵河畔施泰因的一小部分以外，该州全境都位于莱茵河北岸，且几乎被德国包围。沙夫豪森州的主体部分将其南部的布辛根隔离成德国的飞地，同时该州还拥有两个较小的飞地，吕德林根-布赫贝格位于主体部分的西南方向，拉姆森和莱茵河畔施泰因位于主体部分东部。该州在南部以莱茵河为界，与苏黎世州和图尔高州接壤。该州边境总长度为185.4公里，其中与德国构成的边界（包括飞地布辛根）长为151.8公里，与苏黎世州边界长为23.2公里，与图尔高州边界长为10.4公里。该州复杂的边界在沙夫豪森州18，19和20世纪区划变更中被反复简化和调整。
沙夫豪森州大部分位于由侏罗山的余脉兰登山脉构成的高地上，具有丘陵特征。兰登山脉大部分被森林所覆盖。因此该州树木繁茂。该州的最高点位于兰登山脉上的哈根塔，海拔高度912米，最低点位于布赫贝格附近的莱茵河，海拔344米。
沙夫豪森州的地理中心是一块漂砾。
兰登山脉南部有一片肥沃而平坦的克莱特高谷地，在5万多年前由早期莱茵河形成。克莱特高谷地的主要产业是葡萄和其他农作物种植。许多谷地横贯于兰登山脉和莱亚特构成的高原上，其中较大的有：比伯尔河谷、黑门塔尔谷地、黑布林根谷地、梅里斯豪森谷地、奥瑟伦谷地、旺根谷地和武塔赫河谷。（参见瑞士谷地列表）

## 水域
该州附近的莱茵河段被称为高莱茵。莱茵河从博登湖的西侧流出，依次流经施泰因和该州的其他两个区域。莱茵瀑布是欧洲大陆的第二大瀑布（水量仅次于挪威的萨尔普瀑布），瀑布落差为23米。比伯尔河从赖亚特和该州的东部飞地穿过。